# Carlo d'Albert
Carlo d'Albert, duca di Luynes (Pont-Saint-Esprit, 5 agosto 1578 – Longueville, 15 dicembre 1621), è stato un nobile francese, connestabile di Francia e primo duca di Luynes.

## Biografia
Fu il primo figlio di Honoré d'Albert, signore de Luynes, che fu al servizio degli ultimi tre re Valois e di Enrico IV di Francia.
Portato fino a corte visse vicino al Delfino, il futuro Luigi XIII. Il re condivideva la sua passione per la caccia e questo gli comportò una favorevole e rapida avanzata a corte. Nel 1615 fu nominato comandante del Louvre e consigliere, e l'anno successivo primo falconiere di Francia.
Sfruttando la propria influenza sul re intrigò contro la regina madre Maria de' Medici e il suo favorito, Concino Concini, maresciallo d'Ancre. Fu Luynes che, con Vitry, capitano della guardia, organizzò il complotto che si concluse con l'assassinio di Concini (1617). Tutte le ricchezze donate da Maria alla famiglia Concini vennero confiscate e invece di essere usate per risarcire le casse dello stato, vennero destinate a Luynes, su ordine del sovrano, come segno di gratitudine.
Nello stesso anno sposò Marie de Rohan-Montbazon (futura duchessa di Chevreuse), figlia del duca di Montbazon, e venne nominato capitano della Bastiglia e tenente generale della Normandia. Impiegò misure estreme contro i libelli del tempo, ma chiese la pace in Italia e con i protestanti. Nel 1619 ha negoziato il trattato di Angoulême con il quale venne concessa a Maria de 'Medici la libertà completa. Fu nominato governatore della Piccardia nel 1619; soppresse una rivolta dei nobili nel 1620 e nel 1621, venendo poi nominato connestabile di Francia.
La sua rapida ascesa al potere gli procurò un gran numero di nemici, che lo consideravano un secondo Concini. Dall'agosto al novembre del 1621 condusse, agli ordini del re Luigi XIII, l'assedio di Montauban, che tuttavia non ebbe successo; successivamente intraprese un'altra spedizione contro i protestanti, ma morì di febbre durante la campagna a Longueville, nella Guyenne, il 15 dicembre 1621.
Suo fratello Honoré (1581-1649), primo duca di Chaulnes, fu governatore della Piccardia e maresciallo di Francia (1619) e difese la sua provincia con successo nel 1625 e nel 1635.

## Stemma
| Image | Stemma |
| ----- | --- |
|       | Carlo d'Albert Duca di Luynes, Pari di Francia, Conestabile di Francia, Gran Falconiere di Francia, Cavaliere dell'Ordine dello Spirito Santo |